# Phobos-Grunt
Fobos-Grunt (Phobos-Grunt) je bio ruski pokušaj istraživanja Marsa i njegovog satelita Fobosa. Cilj misije je bio sletjeti na Fobos, prikupiti uzorke tla i vratiti ih na Zemlju. Fobos-Grunt je sa sobom nosio i kineski orbiter Yinghou-1 i eksperiment LIFE.
Sonda je uspješnolansirana 9. studenog 2011. iz Bajkonura u nisko orbitu, ali nije naknadno upalila raketne motore koji su je trebali poslati u stazu prema Marsu. Osim problema s pogonom, sonda nije odgovarala na signale sa Zemlje. Nakon 2 mjeseca neuspješnih pokušaja stupanja u kontakt
Fobos-Grunt je na kraju izgubio visinu zbog otpora zraka u višim slojevima atmosfere i 15. siječnja pao u Tihi Ocean zapadno od Čilea.